# Карцов, Георгий Павлович
 Георгий Павлович Карцов (Карцев) (1861—1931) — деятель общественного охотничьего движения, художник, литератор, кинолог. Двоюродный племянник Петра Ильича Чайковского.

## Биография
Родился 10 (22) декабря 1861 года. Происходил из дворян Новгородской губернии — сын генерала от инфантерии, военного писателя, участника Русско-турецкой войны 1877—78 годов Павла Петровича Карцева. Воспитывался в Пажеском корпусе и 8 августа 1881 года из старших камер-пажей произведен в корнеты Кавалергардского полка.
В 1884 году был командирован в Усть-Ижорский лагерь для обучения саперному делу; 29 мая 1885 года назначен ординарцем к начальнику штаба гвардейского корпуса и произведён в поручики; 12 сентября 1886 года зачислен в запас гвардейской кавалерии.
В 1889 году причислен к Министерству внутренних дел и получил чин титулярного советника; в 1890 году назначен чиновником особых поручении при министре. В 1891 году командирован в распоряжение заведующего общественными работами генерал-лейтенанта М. Н. Анненкова.
В 1904 году был переведён чиновником по особым поручениям при Главном управлении уделов. С 1911 года — камергер двора Его Императорского Величества, был куратором псовой части царской охоты в Гатчине.
Был специалистом по псовой охоте. Стал главным судьёй первых в РСФСР испытаний легавых в 1919 году (станция Вырица Октябрьской железной дороги). Член правления Общества любителей породных собак.
В декабре 1923 года перенес тяжелый инсульт. Скончался в 1931 году.

## Награды
- орден Св. Анны 3-й ст.
- орден Св. Станислава 2-й ст.
- орден Св. Владимира 4-й ст.

## Семья
С 1885 года был женат на Александре Валерьяновне Панаевой. Он был на девять лет моложе её. Апухтин подарил им на свадьбу стихотворение: «Два сердца любящих и чающих ответа Случайно встретились в пустыне черствой света…». От неё имел детей: Ольгу, Павла и Татиана.